# 러블리즈
러블리즈(Lovelyz)는 대한민국의 8인조 걸 그룹이다. 2014년 11월 12일 울림엔터테인먼트 소속으로 데뷔하여 활동하였고, 2021년 11월 16일부로 해당 회사와의 계약이 종료되었다. 그룹명 Lovelyz는 영어로 '사랑스러운'이라는 뜻의 lovely에 복수 접사 -s(z)를 붙인 것으로서, '사랑스러운 소녀들'이라는 뜻을 담고 있다. 팬덤 이름은 Lovelinus이다.

## 활동

### 2014년: 데뷔, Girls' Invasion
2014년 11월 10일 음원 선공개를 시작으로 12일 쇼케이스를 통해 데뷔 무대를 가졌다. 17일 정규 1집인 《Girls' Invasion》을 공개했다. 타이틀곡 `Candy Jelly Love`로 국내 지상파 3사 가요 프로그램에서 최대 9위까지 올랐으며, SBS MTV 《더 쇼 시즌4》에서는 2위까지 달성했다. 대만 최대 음반 판매량 집계 사이트인 파이브 뮤직(FIVE MUSIC) 2014년 11월 3째주(2014년 11월 14일~20일) 한일 주간 차트에서 《Girls' Invasion》이 9위를 기록했다. 데뷔 2주차의 신인인데다 해외 프로모션을 한 번도 하지 않은 상태라 해외에서의 이와 같은 인기는 이례적으로 큰 관심을 받았다. 이후 6주간 TOP 20 차트에 진입했다.

### 2015년: Hi~, Lovelyz8, Lovelinus
3월 3일 자정, 정규 1집 리패키지 앨범《Hi~》 음원을 공개하였다. 3월 5일 Mnet 《엠카운트다운》에서 컴백 무대를 가졌다. 이후 《쇼! 음악중심》, 《인기가요》에서 컴백 무대를 가졌다. 4월 17일 《엠카운트다운》과 《Simply K-POP》에서 《안녕(Hi~)》 활동을 마무리했다. 4월 18일 뮤직뱅크를 시작으로 후속곡 `놀이공원`으로 활동을 이어갔으며, 4월 30일에 《엠카운트다운》에서 활동을 마무리했다.
4월 22일에 KCON 2015 JAPAN M Countdown로 김포공항에서 일본으로 출국하여 데뷔 이후 첫 해외 활동을 마쳤다.
5월 23일에는 서울 상암월드컵경기장에서 열린 드림콘서트에 참여했다.
8월 26일 오전 8시, 러블리즈 공식 트위터를 통해 러블리즈의 컴백을 알리는 내용에 글과 함께 8명의 멤버들이 함께한 사진을 올려 지수의 재합류를 알렸다.
10월 1일, 첫 번째 EP 앨범 《Lovelyz8》이 발매됨과 동시에 음원과 뮤직비디오가 공개됐다. 음원 발매 이후 타이틀곡인 ‘Ah-Choo’가 각종 음원 차트 실시간 차트 10위권에 들었으며, 발매 및 공개일인 10월 1일에 Mnet 《엠카운트다운》에서 컴백 무대를 가졌다. 이후 《뮤직뱅크》, 《쇼! 음악중심》, 《인기가요》에서 컴백 무대를 가졌다. 10월 13일과 20일에 《더쇼 시즌4》 1위 후보에 올라 2위를 기록했다. 10월 15일 러블리즈 공식 트위터에 러블리즈 알람이 선공개되면서 이슈가 되었다. 10월 16일 네이버 V앱에서 'Ah-Choo' 어쿠스틱 버전을 선보여 네이버 메인에서 이슈가 됐다. 10월 19일에 공식적으로 러블리즈 완전체 알람을 공개했다. 《더 쇼 시즌5》에서 10월 6일, 13일, 20일, 27일, 11월 10일 5주 연속으로 1위 후보에 올랐다. 10월 27일 5시에 MWAVE 《MEET & GREET》에서 Lovelyz8로 처음으로 해외 팬들과의 좋은 추억을 만들었다. 10월 30일에서 31일로 넘어가는 시간 유희열의 스케치북에서 마이클 잭슨의 《Beat It》를 아카펠라로 불렀고, 윤상, 유희열과 ‘달리기’를 합동 무대를 선보였다.
10월 17일, 2015 인천 한류 관광콘서트로 인천 문학경기장에서 '안녕(Hi~)'과 'Ah-Choo' 무대를 선보였다. 31일에 2015 아시아 문화축제로 인해 고척 스카이돔에서도 똑같이 2곡을 선보였다. 11월 6일 용산 아이파크몰에서 다문화 가정 돕기 희망 콘서트에 나와 데뷔곡부터 'Ah-Choo'까지 총 3곡을 불렀다.
11월 12일, 러블리즈 데뷔 1주년을 맞이하여 11월 11일에서 12일로 넘어가는 시간에 네이버 V앱에서 생방송으로 데뷔 1주년 기념을 팬들과 함께 보냈다. 또한 V앱을 통해 러블리즈 팬클럽 이름이 "러블리너스"로 확정되었다. 'Ah-Choo'의 활동은 11월 15일 《인기가요》에서 마지막으로 활동을 마무리했다. 러블리즈는 11월 26일 제23회 대한민국 문화연예대상에서 K-Pop 1O대 가수상을 수상했다.
12월 5일, 악스코리아(AX-KOREA)에서 러블리즈 첫 팬미팅이자 콘서트인 2015 1st Lovelyz Fan meeting ＜MINI CONCERT – L O V E L Y D A Y>를 개최했고, 많은 무대를 보여주었다. 또한 이날 팬클럽인 러블리너스 창단식도 함께 했다.
12월 7일, 첫 번째 싱글 앨범 〈Lovelinus〉가 발매되었다. 타이틀곡은 '그대에게'이다.

### 2016년: A New Trilogy

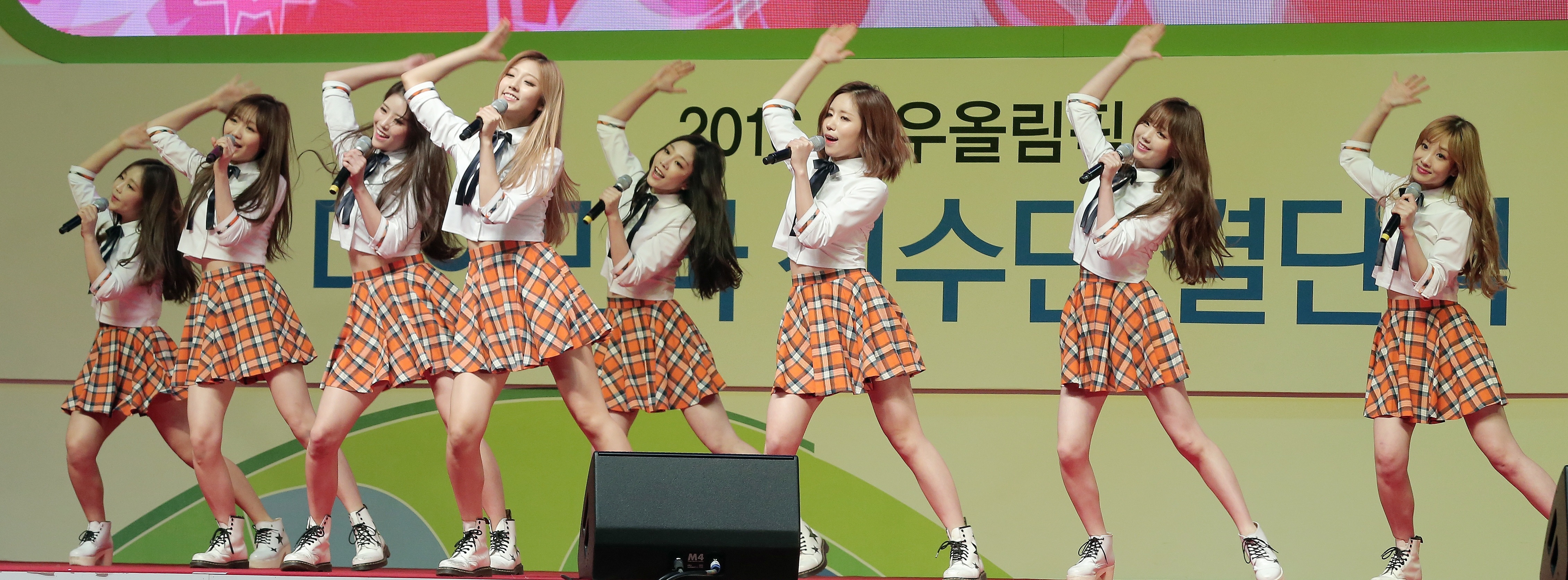
러블리즈가 2016년 하계 올림픽 선수단 결단식에서 군무를 펼치고 있다.

4월 11일 자정, 2nd Mini Album "A New Trilogy" Prologue Film (Peek Ver.)가 공개됐다. 이후 4월 15일, Kei와 서지수의 티저를 시작으로 4월 18일까지 자정마다 개인별 티저를 하나씩 공개했다. 그 뒤, 4월 18일 자정 Prologue Film (Full Ver.)를 공개했고, 4월 22일에는 타이틀곡 Destiny 티저를, 4월 23일 앨범 프리뷰를 공개했고, 발매당일인 4월 25일에 예고대로 타이틀곡 Destiny의 M/V를 공개했다.
4월 25일, 2번째 EP 앨범 《A New Trilogy》의 발매와 동시에 오후 7시 쇼케이스를 선보였다. 타이틀곡은 'Destiny (나의 지구)'로, 사랑하는 상대와 화자 사이의 관계를 태양계의 천체들에 비유한 가사가 특징적이다. 4월 28일 Mnet 《엠카운트다운》에서 컴백 무대를 가졌다.

### 2017년: 단독 콘서트, R U Ready?, 지금, 우리, Fall in Lovelyz
1월 13일 ~ 15일, 데뷔 후 첫 단독 콘서트 “겨울나라의 러블리즈”를 블루스퀘어 아이마켓홀(구)블루스퀘어 삼성카드홀)에서 개최하였다.
2월 26일, 정규 2집 앨범 《R U Ready?》를 발매하였다. 타이틀 곡은 ‘WoW’이다. 2월 27일 8시 쇼케이스를 통해 첫 무대가 공개되었으며, 이 무대는 V앱을 통해서 생방송으로도 방송되었다. 3월 2일 Mnet 엠카운트다운에서 신곡 ‘WoW’의 무대를 최초로 공개하였다.
5월 2일, 정규 2집 리패키지 앨범 《지금, 우리》를 발매하였다. 타이틀 곡인 ‘지금 우리’와 더불어 ‘Aya’까지 총 2곡이 추가되었다. 5월 6일 MBC 《쇼 음악중심》에서 ‘지금, 우리’의 최초 무대를 공개하였다. 5월 16일 SBS MTV 《더 쇼 시즌5》에서 ‘지금, 우리’로 데뷔 이후 첫 음악 방송 1위를 기록하였다.
7월 29일 ~ 30일, 2번째 단독 콘서트 “2017 LOVELYZ CONCERT Alwayz”를 개최하였다. 티켓이 선예매 첫 날 예매 오픈 5분 만에 전석 매진되었다.
11월 14일, 미니 3집 《Fall in Lovelyz》를 발매하였다. 타이틀 곡인 ‘종소리 (Twinkle)’는 러블리즈의 정규·미니 음반 가운데 윤상의 OnePiece가 작사 및 작곡을 맡지 않은 최초의 노래로, 원택(1Take)과 탁(TAK)이 작곡하였다.

### 2018년: 단독 콘서트, 治癒, 여름 한 조각, Muse On Music, SANCTUARY
2월 2일 ~ 4일, 데뷔 후 3번째 단독 콘서트 “겨울나라의 러블리즈2”를 개최하였다.
4월 23일, 미니 4집 앨범 《治癒》(치유)를 발매하였고, 당일 오후 6시 음원 공개와 더불어 8시에 쇼케이스를 통하여 첫 무대가 공개되었다. 타이틀 곡인 ‘그날의 너’는 스윗튠이 작곡하였다.
6월 28일, 엠카운트다운을 통해 스페셜 디지털 싱글 앨범 〈여름 한 조각〉으로 컴백하였다. 6월 28일부터 7월 1일까지 음악 방송에서 4회 활동하였으며, 음원은 7월 1일 정오 공개되었다. 건강 악화로 인해 멤버 JIN을 제외한 7인 체제로 활동하였다.
7월 28일 ~ 29일, 2번째 팬미팅 <2018 Lovelyz Fan meeting-L O V E L Y D A Y 2>를 통해 멤버 JIN이 활동재개를 하게 되었다.
9월 10일, 기존 《Girls' Invasion》부터 《Fall in Lovelyz》앨범의 반주만을 아우른 인스트루멘탈 앨범인 《Muse On Music》이 발매되었다.
11월 26일, 미니 5집 앨범 《SANCTUARY》를 발매하였다.

### 2019년: 단독 콘서트, Once Upon A Time, 여름 콘서트 개최
2월 14일 ~ 2월 17일, 데뷔 후 네 번째 단독 콘서트 “겨울나라의 러블리즈3”를 개최하였다.
5월 20일, 미니 6집 앨범 《ONCE UPON A TIME》를 발매하였고, 서울 용산구 블루스퀘어 아이마켓홀에서 쇼케이스가 진행되었다.
8월 2일 ~ 8월 4일, 데뷔 후 다섯 번째 단독 콘서트 "Alwayz 2"를 개최한다.

### 2020년: Unforgettable
9월 1일, 약 1년 4개월만에 미니 7집 앨범 《Unforgettable》를 발매하였다.

### 2021년: 울림엔터테인먼트와의 계약 종료
11월 1일, 멤버 베이비소울을 제외한 나머지 멤버들이 11월 16일을 끝으로 울림엔터테인먼트와의 계약을 종료하였다고 발표했다. 그러나 해체 선언을 하지는 않았고, 소속사가 달라도 그룹 활동은 할 수 있도록 유지 중이다.
11월 17일, 베이비소울은 활동명을 본명인 이수정으로 변경했다.

### 2022년
11월 17일 네이버 나우 '너에게 음악'에 출연해 팬들을 만날 예정이었으나, 11월 23일로 변경되었다.

### 2024년: 놀면 뭐하니?, 데뷔 10주년 기념 음반 및 단독 콘서트
3월 30일, 데뷔 10주년을 기념하여 이미주가 고정으로 출연하는 놀면 뭐하니?에 진을 제외한 7명이 출연했다.
6월 13일, 놀면 뭐하니?를 통해서 계약 만료 후 처음으로 완전체 무대를 한다.
11월 12일, 데뷔 10주년 기념 스페셜 디지털 싱글 《닿으면, 너》를 발매하였다.
11월 16일 ~ 11월 17일, 데뷔 10주년 기념 단독 곤서트 "겨울나라의 러블리즈 4"를 개최하였다.
11월 23일, 디지털 싱글 《Dear》를 발매한다.

### 2025년
2월 28일, 멤버 이수정도 소속사와의 계약을 종료하였다.

## 구성원
| 이름   | 소개 |
| ------ | --- |
| 이수정 | - 이름 : 이수정 (李洙姃) - 생년월일 : 1992년 7월 6일(32세) - 출생지 : 대한민국 광주광역시 - 학력 : 고등학교 졸업학력 검정고시 (합격) - 활동기간 : 2014년 11월 12일 ~ 현재        |
| 유지애 | - 이름 : 유지애 (劉智愛) - 생년월일 : 1993년 5월 21일(31세) - 출생지 : 대한민국 서울특별시 - 학력 : 서울공연예술고등학교 (졸업) - 활동기간 : 2014년 11월 12일 ~ 현재             |
| 서지수 | - 이름 : 서지수 (徐智秀) - 생년월일 : 1994년 2월 11일(31세) - 출생지 : 대한민국 인천광역시 계양구 - 학력 : 백석대학교 산업디자인과 (중퇴) - 활동기간 : 2014년 11월 12일 ~ 현재   |
| 이미주 | - 본명 : 이승아 - 생년월일 : 1994년 9월 23일(30세) - 출생지 : 대한민국 충청북도 옥천군 - 학력 : 충북산업과학고등학교 인터넷상거래과 (졸업) - 활동기간 : 2014년 11월 12일 ~ 현재  |
| Kei    | - 본명 : 김지연 (金志姸) - 생년월일 : 1995년 3월 20일(30세) - 출생지 : 대한민국 인천광역시 - 학력 : 인천영선고등학교 (졸업) - 활동기간 : 2014년 11월 12일 ~ 현재                 |
| JIN    | - 본명 : 박지우 - 생년월일 : 1996년 6월 12일(28세) - 출생지 : 대한민국 서울특별시 - 학력 : 한국예술고등학교 음악과 (졸업) - 활동기간 : 2014년 11월 12일 ~ 현재                   |
| 류수정 | - 이름 : 류수정 (柳洙正) - 생년월일 : 1997년 11월 19일(27세) - 출생지 : 대한민국 대전광역시 - 학력 : 서울공연예술고등학교 실용음악과 (졸업) - 활동기간 : 2014년 11월 12일 ~ 현재 |
| 정예인 | - 이름 : 정예인 (鄭叡仁) - 생년월일 : 1998년 6월 4일(26세) - 출생지 : 대한민국 인천광역시 - 학력 : 한국국제크리스천학교 - 활동기간 : 2014년 11월 12일 ~ 현재                     |

## 음반 외 활동

### 방송
| 연도   | 방송사        | 분류     | 제목                                                            | 출연                                                    | 기간                                                  |
| ------ | ------------- | -------- | --------------------------------------------------------------- | ------------------------------------------------------- | ----------------------------------------------------- |
| 2014년 | 네이버 tvcast | 예능     | 《러블리즈 다이어리》                                           | 베이비소울, 유지애, 이미주, Kei, JIN, 류수정, 정예인    | 2014.11.18 ~ 2014.12.9                                |
| 2014년 | KBS2          | 예능     | 《풀하우스》                                                    | 류수정                                                  | 2014.12.10                                            |
| 2014년 | MBC           | 특별     | 《작은 기부 사랑의 시작》                                       | 베이비소울, 유지애, 이미주, Kei, JIN, 류수정, 정예인    | 2014.12.11                                            |
| 2014년 | Mnet          | 예능     | 《문희준의 순결한 15+》                                         | 유지애, 류수정                                          | 2014.12.24                                            |
| 2014년 | KBS1          | 예능     | 《도전! 골든벨》                                                | 베이비소울, 유지애, 이미주, Kei, JIN, 류수정, 정예인    | 2014.12.28                                            |
| 2015년 | MBC           | 예능     | 《아이돌스타 육상 농구 풋살 양궁 선수권대회》                   | 베이비소울, 유지애, 이미주, Kei, JIN, 류수정, 정예인    | 2015.2.19 ~ 2015.2.20                                 |
| 2015년 | KBS2          | 예능     | 《출발드림팀 시즌 2》                                           | 유지애                                                  | 2015.2.22                                             |
| 2015년 | 네이버 tvcast | 예능     | 《러블리즈 다이어리2》                                          | 베이비소울, 유지애, 이미주, Kei, JIN, 류수정, 정예인    | 2015.3.6 ~ 2015.3.31                                  |
| 2015년 | MBC           | 음악     | 《쇼! 음악중심》                                                | 류수정 (스페셜 MC)                                      | 2015.3.7                                              |
| 2015년 | KBS2          | 예능     | 《위기탈출 넘버원》                                             | 베이비소울, 이미주, 류수정, 정예인                      | 2015.3.16                                             |
| 2015년 | MBC every1    | 예능     | 《주간 아이돌》                                                 | 베이비소울, 유지애, 이미주, Kei, JIN, 류수정, 정예인    | 2015.3.18                                             |
| 2015년 | KBS1          | 예능     | 《뮤비뱅크 스타더스트》                                         | 베이비소울, 유지애, 이미주, Kei, JIN, 류수정, 정예인    | 2015.3.19                                             |
| 2015년 | tvN           | 예능     | 《코미디 빅리그》                                               | 베이비소울, 유지애, 이미주, Kei, JIN, 류수정, 정예인    | 2015.3.22                                             |
| 2015년 | 아리랑 TV     | 예능     | 《After School Club》                                           | 베이비소울, 유지애, 이미주, Kei, JIN, 류수정, 정예인    | 2015.3.24                                             |
| 2015년 | 아리랑 TV     | 예능     | 《Pops in Seoul》                                               | 러블리즈                                                | 2015.3.25                                             |
| 2015년 | KBS1          | 예능     | 《뮤비뱅크 스타더스트》                                         | Kei (내레이션)                                          | 2015.4.1 ~ 2015.5.28                                  |
| 2015년 | MBC every1    | 예능     | 《신동엽과 총각파티》                                           | 베이비소울, 유지애, 이미주, Kei, JIN, 류수정, 정예인    | 2015.4.2                                              |
| 2015년 | Mnet          | 예능     | 《야만TV》                                                      | 베이비소울, 유지애, 이미주, Kei, JIN, 류수정, 정예인    | 2015.4.20                                             |
| 2015년 | Mnet          | 음악     | 《KCON 2015 JAPAN M Countdown》                                 | 베이비소울, 유지애, 이미주, Kei, JIN, 류수정, 정예인    | 2015.4.23                                             |
| 2015년 | Mnet          | 음악     | 《KCON 2015 JAPAN M Countdown》                                 | 류수정 (공동 MC)                                        | 2015.4.23                                             |
| 2015년 | MBC every1    | 예능     | 《신동엽과 총각파티》                                           | 유지애, 이미주, Kei, 류수정                             | 2015.4.23                                             |
| 2015년 | KBS1          | 음악     | 《제 36회 근로자 가요제》                                       | 베이비소울, 유지애, 이미주, Kei, JIN, 류수정, 정예인    | 2015.5.1                                              |
| 2015년 | KBS2          | 예능     | 《뮤비뱅크 스타더스트》                                         | 베이비소울                                              | 2015.5.14                                             |
| 2015년 | KBS1          | 음악     | 《열린음악회》                                                  | 베이비소울, 유지애, 이미주, Kei, JIN, 류수정, 정예인    | 2015.5.24                                             |
| 2015년 | 뮤직온! TV    | 음악     | 《한ON!파이팅!!》                                               | 베이비소울, 유지애, 이미주, Kei, JIN, 류수정, 정예인    | 2015.5.29                                             |
| 2015년 | SBS           | 음악     | 《2015 드림 콘서트》                                            | 베이비소울, 유지애, 이미주, Kei, JIN, 류수정, 정예인    | 2015.5.31                                             |
| 2015년 | tvN           | 예능     | 《야만TV》                                                      | 이미주, 정예인                                          | 2015.6.1 ~ 2015.6.8                                   |
| 2015년 | 국방TV        | 예능     | 《위문열차》                                                    | 베이비소울, 유지애, 이미주, Kei, JIN, 류수정, 정예인    | 2015.6.15                                             |
| 2015년 | KBS2          | 예능     | 《어송포유》                                                    | 베이비소울, 유지애, 이미주, Kei, JIN, 류수정, 정예인    | 2015.9.13                                             |
| 2015년 | 네이버 tvcast | 예능     | 《러블리즈 다이어리3》                                          | 러블리즈                                                | 2015.9.22 ~ 2015.10.15                                |
| 2015년 | MBC           | 예능     | 《아이돌스타 육상 농구 풋살 양궁 선수권대회》                   | 러블리즈                                                | 2015.9.28 ~ 2015.9.29                                 |
| 2015년 | SBS           | 음악     | 《2015 경주 한류드림콘서트》                                    | 러블리즈                                                | 2015.10.4                                             |
| 2015년 | KBS2          | 예능     | 《뮤비뱅크 스타더스트 2》                                       | 러블리즈                                                | 2015.10.7                                             |
| 2015년 | MBC every1    | 예능     | 《주간 아이돌》                                                 | 러블리즈                                                | 2015.10.7                                             |
| 2015년 | Mnet          | 예능     | 《오늘하룸》                                                    | 러블리즈                                                | 2015.10.7                                             |
| 2015년 | KBS2          | 예능     | 《대국민 토크쇼 안녕하세요》                                    | Kei, 정예인                                             | 2015.10.12                                            |
| 2015년 | KBS1          | 음악     | 《열린음악회》                                                  | 러블리즈                                                | 2015.10.18                                            |
| 2015년 | Mnet          | 음악     | 《Live on M》                                                   | 러블리즈                                                | 2015.10.19                                            |
| 2015년 | MBC           | 음악     | 《2015 인천한류관광콘서트》                                     | 러블리즈                                                | 2015.10.25                                            |
| 2015년 | Mnet          | 예능     | 《MEET & GREET》                                                | 러블리즈                                                | 2015.10.27                                            |
| 2015년 | KBS2          | 음악     | 《유희열의 스케치북》                                           | 러블리즈                                                | 2015.10.30                                            |
| 2015년 | 아리랑TV      | 음악     | 《Pops in Seoul》                                               | 러블리즈                                                | 2015.11.10                                            |
| 2015년 | MBC           | 예능     | 《마이 리틀 텔레비전》                                          | Kei, 류수정                                             | 인터넷 생방송: 2015.11.8, 방송: 2015.11.14~2015.11.21 |
| 2015년 | 뮤직온! TV    | 음악     | 《한ON!파이팅!!》                                               | 러블리즈                                                | 2015.11.15                                            |
| 2015년 | MBC           | 음악     | 《MBC와 좋은친구들》                                            | 러블리즈                                                | 2015.11.29                                            |
| 2015년 | 국방TV        | 예능     | 《위문열차》                                                    | 러블리즈                                                | 2015.12.14                                            |
| 2015년 | SBS           | 예능     | 《백종원의 3대 천왕》                                           | 러블리즈                                                | 2015.12.18                                            |
| 2015년 | KBS2          | 예능     | 《뮤비뱅크 스타더스트 2》                                       | 러블리즈                                                | 2015.12.22                                            |
| 2015년 | MBC every1    | 예능     | 《주간 아이돌》                                                 | 서지수, Kei, 류수정                                     | 2015.12.23                                            |
| 2015년 | JTBC          | 예능     | 《투유 프로젝트 - 슈가맨》                                      | 이미주, Kei, JIN, 류수정                                | 2015.12.29                                            |
| 2016년 | MBC every1    | 예능     | 《주간 아이돌》                                                 | 러블리즈                                                | 2016.1.6                                              |
| 2016년 | 아리랑TV      | 예능     | 《After School Club》                                           | 러블리즈                                                | 2016.1.12                                             |
| 2016년 | SBS           | 예능     | 《사장님이 보고 있다》                                          | 러블리즈                                                | 2016.2.6                                              |
| 2016년 | KBS2          | 예능     | 《전국 아이돌 사돈의 팔촌 노래자랑》                            | 러블리즈                                                | 2016.2.8                                              |
| 2016년 | SBS           | 예능     | 《판타스틱 듀오》                                               | Kei, 류수정                                             | 2016.2.9                                              |
| 2016년 | MBC           | 예능     | 《아이돌스타 육상 씨름 풋살 양궁 선수권대회》                   | 러블리즈                                                | 2016.2.9 ~ 2016.2.10                                  |
| 2016년 | SBS MTV       | 예능     | 《이상한 나라의 러블리즈》                                      | 러블리즈                                                | 2016.2.16 ~ 2016.4.5                                  |
| 2016년 | MBC           | 예능     | 《능력자들》                                                    | Kei                                                     | 2016.3.11                                             |
| 2016년 | KBS2          | 예능     | 《가싶남》                                                      | Kei                                                     | 2016.3.19                                             |
| 2016년 | 네이버 tvcast | 예능     | 《러블리즈 다이어리4》                                          | 러블리즈                                                | 2016.4.28 ~ 2016.6.16                                 |
| 2016년 | KBS2          | 예능     | 《뮤비뱅크 스타더스트2》                                        | 러블리즈                                                | 2016.5.10                                             |
| 2016년 | MBC every1    | 예능     | 《주간 아이돌》                                                 | 러블리즈                                                | 2016.5.11                                             |
| 2016년 | SBS           | 음악     | 《인기가요》                                                    | 이미주, Kei (스페셜 MC)                                 | 2016.5.15                                             |
| 2016년 | MBC           | 음악     | 《듀엣가요제》                                                  | 이미주                                                  | 2016.5.20                                             |
| 2016년 | SPOTV         | 예능     | 《STAR의 상암동 떡볶이》                                        | 러블리즈                                                | 2016.5.21                                             |
| 2016년 | MBC           | 예능     | 《마이리틀 텔레비전》                                           | Kei                                                     | 인터넷 생방송: 2016.6.5, 방송: 2016.6.11 ~ 2016.6.18  |
| 2016년 | SBS           | 음악     | 《2016 드림콘서트》                                             | 러블리즈                                                | 2016.6.12                                             |
| 2016년 | KBS           | 예능     | 《비타민》                                                      | 서지수, Kei, 류수정, 정예인                             | 2016.6.12                                             |
| 2016년 | SBS           | 음악     | 《보컬전쟁 신의 목소리》                                        | 이미주, Kei                                             | 2016.6.22                                             |
| 2016년 | KBS           | 예능     | 《어서옵SHOW》                                                  | 베이비소울, JIN                                         | 2016.7.6                                              |
| 2016년 | JTBC          | 음악     | 《걸 스피릿》                                                   | Kei                                                     | 2016.7.19 ~ 2016.09.27                                |
| 2016년 | JTBC          | 예능     | 《아는 형님》                                                   | 러블리즈                                                | 2016.7.23                                             |
| 2016년 | KBS2          | 음악     | 《불후의 명곡: 전설을 노래하다 - 안치행 편》                    | 러블리즈                                                | 2016.7.30                                             |
| 2016년 | MBC           | 예능     | 《진짜 사나이》                                                 | 서지수                                                  | 2016.8.21 ~ 2016.10.16                                |
| 2016년 | SBS           | 예능     | 《런닝맨》                                                      | 이미주                                                  | 2016.8.21                                             |
| 2016년 | MBC           | 예능     | 《추석특집 아이돌 요리왕》                                      | 러블리즈                                                | 2016.9.14                                             |
| 2016년 | MBC           | 예능     | 《추석특집 2016 아이돌스타 육상 리듬체조 풋살 양궁 선수권대회》 | 베이비소울, 유지애, 서지수, 이미주, JIN, 류수정, 정예인 | 2016.9.15                                             |
| 2016년 | KBS2          | 음악     | 《불후의 명곡: 전설을 노래하다 - 쉘부르 특집편》                | 러블리즈                                                | 2016.9.24                                             |
| 2016년 | tvn           | 예능     | 《수요미식회 - 보쌈 편》                                        | Kei                                                     | 2016.10.19                                            |
| 2016년 | SBS           | 시사교양 | 《SBS 스페셜 - 금연전쟁 : 내 아이를 부탁해》                    | Kei (내레이션)                                          | 2016.11.6                                             |
| 2016년 | JTBC          | 음악     | 《팬텀싱어》                                                    | 유지애, Kei                                             | 2016.11.25                                            |
| 2016년 | KBS           | 드라마   | 《월계수 양복점 신사들》                                        | 유지애, 서지수, 이미주, 정예인                          | 2016.12.3                                             |
| 2017년 | MBC           | 예능     | 《2017 아이돌스타 육상 양궁 리듬체조 에어로빅 선수권 대회》     | 유지애, 서지수, 이미주, Kei, JIN, 류수정, 정예인        | 2017.1.29                                             |
| 2017년 | OnStyle       | 뷰티     | 《Get It Beauty》                                               | 서지수, Kei                                             | 2017.1.30                                             |
| 2017년 | JTBC2         | 뷰티     | 《송지효의 뷰티뷰》                                             | 이미주, 정예인                                          | 2017.2.9                                              |
| 2017년 | MBC every1    | 예능     | 《주간 아이돌》                                                 | 러블리즈                                                | 2017.3.1                                              |
| 2017년 | 채널A         | 예능     | 《싱데렐라》                                                    | 러블리즈                                                | 2017.3.3                                              |
| 2017년 | MBC           | 예능     | 《듀엣가요제》                                                  | Kei                                                     | 2017.3.3 ~ 2017.3.10                                  |
| 2017년 | KBS2          | 음악     | 《유희열의 스케치북》                                           | 러블리즈                                                | 2017.3.5                                              |
| 2017년 | KBS2          | 예능     | 《대국민 토크쇼 안녕하세요》                                    | 이미주, 류수정                                          | 2017.3.6                                              |
| 2017년 | MWave         | 예능     | 《Meet & Greet》                                                | 러블리즈                                                | 2017.3.27                                             |
| 2017년 | Mnet          | 예능     | 《신양남자쇼》                                                  | 러블리즈                                                | 2017.3.30 ~ 2017.4.6                                  |
| 2017년 | KBS2          | 예능     | 《대국민 토크쇼 안녕하세요》                                    | 이미주, 류수정                                          | 2017.3.6                                              |
| 2017년 | MBC           | 예능     | 《일밤 - 복면가왕》                                             | Kei                                                     | 2017.4.16 ~ 2017.4.23                                 |
| 2017년 | JTBC          | 예능     | 《갑자기 히어로즈》                                             | Kei, 정예인                                             | 2017.5.13 ~ 2017.5.20                                 |
| 2017년 | XTM           | 예능     | 《더 벙커 8》                                                   | 이미주, 정예인                                          | 2017.5.14 ~ 2017.5.21                                 |
| 2017년 | KBS2          | 예능     | 《불후의 명곡》                                                 | 러블리즈                                                | 2017.5.27                                             |
| 2017년 | 네이버tvcast  | 예능     | 《울림 PICK》                                                   | 베이비소울, 유지애, Kei                                 | 2017.5.30                                             |
| 2017년 | skyTravel     | 예능     | 《러블리즈가 사랑한 캐나다》                                    | 러블리즈                                                | 2017.6.1 ~ 2017.7.6                                   |
| 2017년 | GTV           | 예능     | 《러블리즈 미주, 예인의 혼밥스타그램》                          | 이미주, 정예인                                          | 2017.7.26 ~ 2017.10.10                                |
| 2017년 | KBS2          | 예능     | 《배틀트립》                                                    | 류수정, 정예인                                          | 2017.10.21                                            |
| 2017년 | SBS           | 예능     | 《살짝 미쳐도 좋아》                                            | 서지수, 이미주, Kei                                     | 2017.11.11 ~ 2017.11.18                               |
| 2017년 | JTBC2         | 예능     | 《배달미식회》                                                  | 유지애, 이미주, 류수정, 정예인                          | 2017.11.21                                            |
| 2017년 | MBN           | 예능     | 《카트쇼》                                                      | Kei, JIN, 류수정                                        | 2017.12.23                                            |
| 2017년 | MWave         | 예능     | 《Meet & Greet》                                                | 러블리즈                                                | 2017.12.28                                            |
| 2017년 | MBC           | 음악     | 《가요대제전》                                                  | 러블리즈                                                | 2017.12.31                                            |
| 2018년 | 채널A         | 예능     | 《개밥 주는 남자 시즌2》                                        | 러블리즈                                                | 2018.2.3 ~ 2018.3.31                                  |
| 2018년 | MBC           | 예능     | 《2018 아이돌스타 육상 선수권대회》                             | 러블리즈                                                | 2018.2.15 ~ 2018.2.16                                 |
| 2018년 | KBS2          | 예능     | 《개그콘서트》                                                  | 러블리즈                                                | 2018.5.6                                              |
| 2018년 | MBC every1    | 예능     | 《주간 아이돌》                                                 | 러블리즈                                                | 2018.5.9                                              |
| 2018년 | JTBC          | 예능     | 《슈가맨2》                                                     | 러블리즈                                                | 2018.5.20                                             |
| 2018년 | MBC           | 예능     | 《뜻밖의 Q》                                                    | 러블리즈                                                | 2018.6.9                                              |
| 2018년 | XtvN          | 예능     | 《슈퍼TV 시즌2》                                                | 러블리즈                                                | 2018.6.14                                             |
| 2018년 | KBS2          | 예능     | 《뮤직뱅크》                                                    | Kei                                                     | 2018.6.15 ~2019.6.28                                  |
| 2018년 | KBS2          | 예능     | 《불후의 명곡 전설을 노래하다》                                 | 베이비소울, 이미주, Kei, 류수정                         | 2018.6.23                                             |
| 2018년 | JTBC          | 예능     | 《히든싱어5》                                                   | 유지애, 서지수, Kei, 정예인                             | 2018.6.24                                             |
| 2018년 | JTBC          | 예능     | 《아이돌 직업일기 굿잡2》                                       | 러블리즈                                                | 2018.7.2                                              |
| 2018년 | KBS2          | 예능     | 《해피투게더》                                                  | 유지애, 이미주                                          | 2018.9.7 ~ 2018.9.14                                  |
| 2018년 | KBS2          | 예능     | 《도시전설》                                                    | 유지애, 서지수, 류수정, 정예인                          | 2018.9.9                                              |
| 2018년 | tvN           | 예능     | 《하나의 목소리 전쟁 : 300》                                    | 러블리즈                                                | 2018.9.21                                             |
| 2018년 | KBS2          | 예능     | 《배틀트립》                                                    | 서지수, 이미주                                          | 2018.9.29 ~ 2018.10.6                                 |
| 2018년 | KBS2          | 예능     | 《배틀트립》                                                    | 유지애, 서지수, 류수정, 정예인                          | 2018.11.10 ~ 2018.12.1                                |
| 2018년 | KBS joy       | 예능     | 《이장님의 스포일러》                                           | 유지애, 서지수, 류수정, 정예인                          | 2018.11.18                                            |
| 2018년 | tvN           | 예능     | 《코미디 빅리그》                                               | 러블리즈                                                | 2018.12.2                                             |
| 2018년 | KBS2          | 예능     | 《대국민 토크쇼, 안녕하세요》                                   | 이미주, Kei                                             | 2018.12.3                                             |
| 2018년 | MBC every1    | 예능     | 《주간 아이돌》                                                 | 러블리즈                                                | 2018.12.5                                             |
| 2018년 | KBS2          | 음악     | 《가요대축제》                                                  | 러블리즈                                                | 2018.12.28                                            |
| 2019   | MBC           | 예능     | 나혼자산다                                                      | 이미주                                                  | 2019.8.2~2019.8.9                                     |
| 2020   | SBS           | 예능     | 런닝맨                                                          | 이미주                                                  | 2020.4.26                                             |
| 2020   | MBC 에브리원  | 예능     | 대한 외국인                                                     | 이미주                                                  | 2020.4.29                                             |
| 2020   | SBS           | 예능     | 정글의 법칙 in 코론                                             | 정예인                                                  | 2020.5.9                                              |

### 라디오
| 연도   | 방송사      | 제목                             | 출연                                                    | 기간                                  |
| ------ | ----------- | -------------------------------- | ------------------------------------------------------- | ------------------------------------- |
| 2014년 | SBS 파워FM  | 《두시탈출 컬투쇼》              | 베이비소울, 유지애, 이미주, Kei, JIN, 류수정, 정예인    | 2014.11.26                            |
| 2014년 | MBC 표준FM  | 《정준영의 심심타파》            | 베이비소울, 유지애, 이미주, Kei, JIN, 류수정, 정예인    | 2014.11.30                            |
| 2014년 | SBS 파워FM  | 《케이윌의 영스트리트》          | 베이비소울, 이미주, Kei, 류수정                         | 2014.12.3                             |
| 2014년 | MBC 표준FM  | 《허경환의 별이 빛나는 밤에》    | Kei, 류수정                                             | 2014.12.3                             |
| 2014년 | SBS 파워FM  | 《최화정의 파워타임》            | 베이비소울, 유지애, 이미주, Kei, JIN, 류수정, 정예인    | 2014.12.5                             |
| 2014년 | MBC FM4U    | 《써니의 FM데이트》              | 베이비소울, 유지애, 이미주, Kei, JIN, 류수정, 정예인    | 2014.12.14                            |
| 2015년 | MBC 표준FM  | 《정준영의 심심타파》            | 류수정                                                  | 2015.1.29 ~ 2015. 6.3                 |
| 2015년 | MBC 표준FM  | 《정준영의 심심타파》            | 베이비소울, 유지애, 이미주, Kei, JIN, 류수정, 정예인    | 2015.3.5                              |
| 2015년 | 아리랑 TV   | 《Super K-POP》                  | 베이비소울, 유지애, 이미주, Kei, JIN, 류수정, 정예인    | 2015.3.9                              |
| 2015년 | SBS 파워FM  | 《박소현의 러브게임》            | 베이비소울, 유지애, 이미주, Kei, JIN, 류수정, 정예인    | 2015.3.16                             |
| 2015년 | KBS Cool FM | 《슈퍼주니어의 KISS THE RADIO》  | 베이비소울, 유지애, 이미주, Kei, JIN, 류수정, 정예인    | 2015.3.20                             |
| 2015년 | SBS 파워FM  | 《박소현의 러브게임》            | 베이비소울, 정예인                                      | 2015.5.23                             |
| 2015년 | SBS 파워FM  | 《두시탈출 컬투쇼》              | 러블리즈                                                | 2015.10.8                             |
| 2015년 | MBC 표준FM  | 《정준영의 심심타파》            | 러블리즈                                                | 2015.10.14                            |
| 2015년 | SBS 파워FM  | 《Vixx N K-Pop》                 | 러블리즈                                                | 2015.10.18                            |
| 2015년 | MBC 표준FM  | 《허경환의 별이 빛나는 밤에》    | Kei, JIN                                                | 2015.10.23                            |
| 2015년 | SBS 파워FM  | 《박소현의 러브게임》            | 유지애, 류수정                                          | 2015.10.24                            |
| 2015년 | KBS Cool FM | 《슈퍼주니어의 KISS THE RADIO》  | 러블리즈                                                | 2015.11.6                             |
| 2015년 | SBS 파워FM  | 《박소현의 러브게임》            | 베이비소울, 유지애, 서지수, Kei, JIN, 류수정, 정예인    | 2015.12.21                            |
| 2015년 | MBC FM4U    | 《두시의 데이트 박경림입니다》   | 러블리즈                                                | 2015.12.22                            |
| 2016년 | 아리랑 TV   | 《Super K-POP》                  | 러블리즈                                                | 2016.5.2                              |
| 2016년 | MBC FM4U    | 《굿모닝FM》                     | 러블리즈                                                | 2016.5.5                              |
| 2016년 | SBS 파워FM  | 《두시탈출 컬투쇼》              | 러블리즈                                                | 2016.5.5                              |
| 2016년 | KBS Cool FM | 《슈퍼주니어의 KISS THE RADIO》  | 러블리즈                                                | 2016.5.6                              |
| 2016년 | SBS 파워FM  | 《박소현의 러브게임》            | 이미주, Kei                                             | 2016.5.7                              |
| 2016년 | SBS 러브FM  | 《송은이, 김숙의 언니네 라디오》 | 베이비소울, 유지애, 서지수, Kei, JIN, 류수정, 정예인    | 2016.5.9                              |
| 2016년 | SBS 파워FM  | 《최화정의 파워타임》            | 러블리즈                                                | 2016.5.10                             |
| 2016년 | MBC 표준FM  | 《박정아의 달빛낙원》            | 러블리즈                                                | 2016.5.27                             |
| 2016년 | SBS 러브FM  | 《송은이, 김숙의 언니네 라디오》 | 러블리즈                                                | 2016.12.28                            |
| 2017년 | MBC FM4U    | 《테이의 꿈꾸는 라디오》         | 러블리즈                                                | 2017.1.4                              |
| 2017년 | SBS 파워FM  | 《두시탈출 컬투쇼》              | 러블리즈                                                | 2017.3.2                              |
| 2017년 | SBS 파워FM  | 《배성재의 텐》                  | 유지애, 서지수, Kei                                     | 생녹방 : 2017.3.2, 송출일 : 2017.3.4  |
| 2017년 | SBS 러브FM  | 《송은이, 김숙의 언니네 라디오》 | 베이비소울, 유지애, 서지수, 이미주, Kei, 류수정, 정예인 | 2017.3.6                              |
| 2017년 | MBC 표준FM  | 《강타의 별이 빛나는 밤에》      | 러블리즈                                                | 2017.3.7                              |
| 2017년 | 아리랑 TV   | 《사운드K》                      | 베이비소울, 유지애, 서지수, 이미주, Kei, JIN, 류수정    | 2017.3.13                             |
| 2017년 | MBC FM4U    | 《정오의 희망곡, 김신영입니다》  | 베이비소울, 유지애, 서지수, 이미주, Kei, JIN, 류수정    | 2017.3.15                             |
| 2017년 | SBS 러브FM  | 《윤형빈, 양세형의 투맨쇼》      | 베이비소울, 유지애, 서지수, 이미주, Kei, 류수정, 정예인 | 2017.3.17                             |
| 2017년 | SBS 파워FM  | 《이국주의 영스트리트》          | 러블리즈                                                | 2017.3.20                             |
| 2017년 | SBS 파워FM  | 《최화정의 파워타임》            | 러블리즈                                                | 2017.3.21                             |
| 2017년 | KBS Cool FM | 《슈퍼주니어의 KISS THE RADIO》  | 러블리즈                                                | 2017.3.22                             |
| 2017년 | SBS 파워FM  | 《NCT의 Night Night》            | 러블리즈                                                | 2017.5.11                             |
| 2017년 | SBS 파워FM  | 《이국주의 영스트리트》          | 베이비소울, Kei(스페셜DJ)/류수정, 정예인(게스트)        | 2017.6.24                             |
| 2017년 | SBS 파워FM  | 《이국주의 영스트리트》          | 베이비소울, Kei(스페셜DJ)                               | 2017.6.25                             |
| 2017년 | SBS 러브FM  | 《김창렬의 올드스쿨》            | 러블리즈                                                | 2017.7.14                             |
| 2017년 | SBS 파워FM  | 《두시탈출 컬투쇼》              | 러블리즈                                                | 2017.11.16                            |
| 2017년 | SBS 파워FM  | 《박소현의 러브게임》            | 베이비소울, 서지수                                      | 2017.11.25                            |
| 2017년 | SBS 파워FM  | 《이국주의 영스트리트》          | 러블리즈                                                | 2017.11.30                            |
| 2017년 | SBS 파워FM  | 《두시탈출 컬투쇼》              | 러블리즈                                                | 2017.12.5                             |
| 2017년 | SBS 파워FM  | 《이국주의 영스트리트》          | Kei, 류수정                                             | 2017.12.20                            |
| 2018년 | SBS 파워FM  | 《붐붐파워》                     | 러블리즈                                                | 2018.1.19                             |
| 2018년 | KBS Cool FM | 《이홍기의 KISS THE RADIO》      | 러블리즈                                                | 2018.4.29                             |
| 2018년 | KBS Cool FM | 《이수지의 가요광장》            | 러블리즈                                                | 2018.4.30                             |
| 2018년 | SBS 파워FM  | 《이국주의 영스트리트》          | 러블리즈                                                | 2018.4.30                             |
| 2018년 | SBS 파워FM  | 《최화정의 파워타임》            | 러블리즈                                                | 2018.5.1                              |
| 2018년 | MBC FM4U    | 《두시의 데이트, 지석진입니다》  | 서지수, 이미주, Kei, 정예인                             | 2018.5.3                              |
| 2018년 | SBS 파워FM  | 《NCT의 Night Night》            | 러블리즈                                                | 2018.5.4                              |
| 2018년 | SBS 파워FM  | 《배성재의 텐》                  | 유지애, 이미주                                          | 생녹방 : 2018.5.8, 송출일 : 2018.5.12 |
| 2018년 | SBS 러브FM  | 《김창렬의 올드스쿨》            | 유지애, 서지수, Kei, 정예인                             | 2018.5.11                             |
| 2018년 | SBS 파워FM  | 《이국주의 영스트리트》          | 유지애, 정예인                                          | 2018.12.2                             |
| 2018년 | SBS 파워FM  | 《최화정의 파워타임》            | 베이비소울, 유지애, 이미주, Kei, JIN, 류수정, 정예인    | 2018.12.4                             |
| 2018년 | MBC FM4U    | 《양요섭의 꿈꾸는 라디오》       | 베이비소울, 유지애, 이미주, Kei, JIN, 류수정, 정예인    | 2018.12.5                             |
| 2018년 | EBS         | 《인피니트 성종의 미드나잇블랙》 | 베이비소울, JIN, 류수정, 정예인                         | 2018.12.5 ~ 2018.12.6                 |
| 2018년 | SBS 파워FM  | 《박소현의 러브게임》            | 유지애, 이미주                                          | 2018.12.6                             |
| 2018년 | SBS 파워FM  | 《두시탈출 컬투쇼》              | 러블리즈                                                | 2018.12.20                            |
| 2018년 | SBS 파워FM  | 《NCT의 Night Night》            | 베이비소울, 류수정, 정예인                              | 2018.12.21                            |
| 2019년 | SBS 파워FM  | 《배성재의 텐》                  | 유지애                                                  | 생녹방 : 2019.1.3, 송출일 : 2019.1.6  |

### 화보

#### 2014년
- 12월 16일 : VOGUE GIRL 1월호
- 12월 19일 : IZE 12월호

#### 2015년
- 1월 27일 : 쎄씨(ceci) 2월호
- 4월 11일 : 블루마운틴 광고
- 5월 29일 : 간지(GanGee) 6월호
- 6월 3일 : 퍼스트룩(1st Look) 6월호
- 10월 19일 : 텐아시아 10 + Star 2015.11
- 10월 26일 : 힘 HIM 2015.11
- 11월 4일 : 케이웨이브(Kwave) 11월호
- 11월 17일 : 더 셀러브리티 12월호
- 11월 18일 : 슈어(Sure) 12월호

### 광고
- 2015년 블루마운틴[38][39][40][41][42][43]
- 2016년 백발백중 for Kakao[44]
- 2016년 시크릿키[45]
- 2017년 소녀함대
- 2018년 마성
- 2018년 엘소드 (예정)

## 수상 및 후보

### 골든 디스크
| 연도   | 수상 부분     | 작품           | 결과 |
| ------ | ------------- | -------------- | ---- |
| 2016년 | 신인상        | 빈칸           | 후보 |
| 2016년 | 인기상        | 빈칸           | 후보 |
| 2016년 | 글로벌 인기상 | 빈칸           | 후보 |
| 2018년 | 음반 본상     | 《R U Ready?》 | 후보 |
| 2018년 | 글로벌 인기상 | 빈칸           | 후보 |

### 하이원 서울가요대상
| 연도   | 수상 부분  | 작품 | 결과 |
| ------ | ---------- | ---- | ---- |
| 2015년 | 본상       | 빈칸 | 후보 |
| 2015년 | 신인상     | 빈칸 | 후보 |
| 2015년 | 인기상     | 빈칸 | 후보 |
| 2015년 | 한류특별상 | 빈칸 | 후보 |
| 2016년 | 본상       | 빈칸 | 후보 |
| 2016년 | 인기상     | 빈칸 | 후보 |
| 2016년 | 한류특별상 | 빈칸 | 후보 |
| 2017년 | 본상       | 빈칸 | 후보 |
| 2017년 | 인기상     | 빈칸 | 후보 |
| 2017년 | 한류특별상 | 빈칸 | 후보 |
| 2018년 | 본상       | 빈칸 | 후보 |
| 2018년 | 인기상     | 빈칸 | 후보 |
| 2018년 | 한류특별상 | 빈칸 | 후보 |

### 멜론 뮤직 어워드
| 연도   | 수상 부분 | 작품 | 결과 |
| ------ | --------- | ---- | ---- |
| 2015년 | 신인상    | 빈칸 | 후보 |

### 엠넷 아시안 뮤직 어워드
| 연도   | 수상 부분                      | 작품          | 결과 |
| ------ | ------------------------------ | ------------- | ---- |
| 2015년 | 올해의 가수상                  | 빈칸          | 후보 |
| 2015년 | 여자 신인상                    | 빈칸          | 후보 |
| 2018년 | 올해의 노래상                  | 〈그날의 너〉 | 후보 |
| 2018년 | 베스트 댄스 퍼포먼스 여자 그룹 | <그날의 너>   | 후보 |

### 소리바다 베스트 케이뮤직 어워즈
| 연도   | 수상 부분         | 작품 | 결과 |
| ------ | ----------------- | ---- | ---- |
| 2017년 | 본상              | 빈칸 | 후보 |
| 2017년 | 신한류 인기상     | 빈칸 | 후보 |
| 2019년 | 신한류 아티스트상 | 빈칸 | 수상 |

### 아시아 아티스트 어워즈
| 연도   | 수상 부분       | 작품 | 결과 |
| ------ | --------------- | ---- | ---- |
| 2016년 | 가수부문 인기상 | 빈칸 | 후보 |
| 2017년 | 가수부문 인기상 | 빈칸 | 후보 |
| 2018년 | 가수부문 인기상 | 빈칸 | 후보 |

### 대한민국문화연예대상
| 연도   | 수상 부분  | 작품 | 결과 |
| ------ | ---------- | ---- | ---- |
| 2015년 | K-POP 본상 | 빈칸 | 수상 |

### 아시아 모델 어워즈
| 연도   | 수상 부분             | 작품 | 결과 |
| ------ | --------------------- | ---- | ---- |
| 2019년 | 가수 부문 인기 스타상 | 빈칸 | 수상 |

### 가요 프로그램 1위
| 연도            | 수상 내역 (총 4회) |
| --------------- | --- |
| 2017년 (총 2회) | - 지금, 우리 (총 1회) - 5월 16일 SBS MTV 《더 쇼 시즌5》 더 쇼 초이스 - 종소리 (Twinkle) (총 1회) - 11월 28일 SBS MTV 《더 쇼 시즌5》 더 쇼 초이스 |
| 2018년 (총 1회) | - 그날의 너 (총 1회) - 5월 1일 SBS MTV 《더 쇼 시즌5》 더 쇼 초이스                                                                                |
| 2020년 (총 1회) | - Obliviate (총 1회) - 9월 8일 SBS MTV 《더 쇼 시즌5》 더 쇼 초이스                                                                                |

### 내용주
1. ↑  인천에 있는 구산중학교에 다녔으나, 중퇴하였다.

### 참조주
1. ↑  걸그룹 러블리즈, 베일 벗었다…풋풋한 새내기 콘셉트
2. ↑   보관됨 2015-12-22 - 웨이백 머신 2014년 47째주 차트 확인 가능
3. ↑  2014년 11월 25일 09시 08분 / OSEN / rinny@osen.co.kr 러블리즈, 대만에서도 톱10 진입..글로벌 인기
4. ↑  2014년 11월 25일 09시 18분 38초 / 스포츠조선 / 이정혁 기자 러블리즈, 일본 이어 대만 차트서도 인기. 해외 러브콜도 이어져
5. ↑  2014년 11월 25일 10시 45분 07초 / TV리포트 / 김예나 기자 러블리즈, 대만차트 TOP10 진입.."당분간 국내 전념"
6. ↑  2015년 1월 7일 06시 52분 19초 / 텐아시아 / 박수정 기자 2015 예상도, 무럭무럭 자라리 - 러블리즈
7. ↑  2014년 11월 25일 / 파이낸셜뉴스 / 김정현 기자 러블리즈, 대만 음반 차트 TOP 10 진입 '뜨거운 반응
8. ↑  [2014년 11월 04째주 11위 / 2014년 12월 01째주 08위 / 2014년 12월 02째주 08위 / 2014년 12월 03째주 14위 / 2015년 1월 01째주 18위 / 2015년 1월 02째주 15위]
9. ↑  2015년 11월 26일 / 러블리즈 공식 트위터 #러블리너스 분들! #대한민국 문화연예대상에서 K-Pop 가수상을 수상했습니다! 앞으로 더 열심히 노력하는 #러블리즈 되겠습니다!
10. ↑  2015년 12월 12일 22일 32분 14초 / 세계일보 / 여창용 기자 배드보스 '아시아 뮤직 프로듀서 상' 수상, 한류 작곡가 저력 입증
11. ↑  '더쇼' 러블리즈, 짝사랑 끝났다…데뷔 첫 1위 '눈물'
12. ↑  "지금, 우리 울어요"…러블리즈, 데뷔 917일만의 1위
13. ↑  러블리즈 단독 콘서트, 예매 5분만에 전석 매진 '대세 걸그룹'
14. ↑  “[단독]'데뷔 8주년' 러블리즈 한자리에…윤상 '너에게 음악'으로 뭉친다”. SPOTV. 2022년 11월 10일. 2022년 11월 11일에 확인함.
15. ↑  https://twitter.com/kr_now/status/1593545377462226945?s=20&t=On85_8Hr7yuDan029nHrSw
16. 1 2  “[더스타프로필] 러블리즈 베이비소울 "윤미래 선배님 랩하는 모습 보고 가수 됐어요"”. 조선일보. 2015년 12월 18일. 2018년 3월 31일에 원본 문서에서 보존된 문서. 2017년 5월 17일에 확인함.
17. ↑  러블리즈 쇼케이스
18. ↑  “[더스타프로필] 러블리즈 유지애 "EXID 하니 선배님과 친해지고 싶다"”. 조선일보. 2015년 12월 18일. 2018년 3월 31일에 원본 문서에서 보존된 문서. 2017년 5월 17일에 확인함.
19. 1 2  “[아이돌 고향을 찾아서①] 우리 고향 아이돌 누가 있을까”. 스포츠경향. 2017년 6월 23일. 2017년 7월 3일에 확인함.
20. ↑  “[더스타프로필] 러블리즈 서지수 "이상형은 박해진 선배님"”. 조선일보. 2015년 12월 18일. 2017년 8월 10일에 원본 문서에서 보존된 문서. 2017년 5월 17일에 확인함.
21. ↑  “러블리즈, 인천광역시 홍보대사 위촉 ‘멤버 중 셋이 인천 출신’”. 스포츠경향. 2016년 10월 15일. 2017년 5월 17일에 확인함.
22. ↑  서지수 백석대 12학번
23. ↑  https://www.vlive.tv/video/121591?begin=380
24. ↑  https://www.youtube.com/watch?v=st7wUqPsd3k
25. ↑  뚠뚠 2 2회 10분 48초 참조[깨진 링크(과거 내용 찾기)]
26. ↑  “[HD테마] 충북 옥천군 출신의 꽃미모 여자아이돌 2인…‘러블리즈 이미주-오마이걸 지호’”. 톱스타뉴스. 2016년 10월 22일. 2017년 6월 24일에 확인함.
27. ↑  “[더스타프로필] 러블리즈 케이의 버킷리스트? "전국의 족발 맛집 찾아다니기"”. 조선일보. 2015년 12월 18일. 2017년 8월 10일에 원본 문서에서 보존된 문서. 2017년 5월 17일에 확인함.
28. ↑  6분 15초
29. ↑  https://www.vlive.tv/video/259651?begin=1413
30. ↑  “[취중Dol①]러블리즈 "이제야 마음대로 편의점 좀 다녀요"”. 일간스포츠. 2017년 6월 19일. 2017년 6월 24일에 확인함.
31. ↑  “자랑스런 한예인”. 2017년 7월 3일에 원본 문서에서 보존된 문서. 2015년 1월 11일에 확인함.
32. ↑  “[더스타프로필] 류수정 "러블리즈 사복패션 'WORST'는 없어요"”. 조선일보. 2015년 12월 18일. 2018년 3월 31일에 원본 문서에서 보존된 문서. 2017년 5월 17일에 확인함.
33. ↑  “러블리즈와 크리스마스를│① 류수정, Kei의 이야기”. ize. 2014년 12월 19일. 2015년 10월 11일에 확인함.
34. ↑  “[더스타프로필] 러블리즈 정예인, '룸메이트' 서열 1위-8위 "수정 언니"”. 조선일보. 2015년 12월 18일. 2017년 8월 10일에 원본 문서에서 보존된 문서. 2017년 5월 17일에 확인함.
35. ↑  “러블리즈 예인, 과거 서장훈과의 인연…어떤 사연?”. 뉴스웨이. 2015년 10월 1일. 2015년 10월 11일에 확인함.
36. ↑  “러블리즈와 크리스마스를│③ 이미주, 정예인의 이야기”. 아이즈 ize. 2014년 12월 19일. 2015년 4월 28일에 확인함.
37. ↑  2015년 4월 13일 10시 10분 / 헤럴드경제 걸그룹 러블리즈, 신발브랜드 발탁! 달콤하고 사랑스러운 이미지로 여름시장 공략
38. ↑  2015년 4월 13일 13시 37분 40초 / 메디컬리포트 / 박규범 기자 보관됨 2015-12-22 - 웨이백 머신 달콤하고 사랑스러운 걸그룹 러블리즈 신발브랜드 발탁! 여름시장 공략
39. ↑  2015년 4월 13일 15시 52분 55초 / 스타투데이 신인 걸그룹 러블리즈, 블루마운틴 광고모델로 발탁…‘러블리하네’
40. ↑  2015년 4월 13일 13시 59분 06초 / 세계일보 / 임한희 기자 러블리즈 신발브랜드 발탁 ,여름시장 공략
41. ↑  2015년 8월 20일 11시 16분 / 일간스포츠 소비자 선호도 1위 브랜드 ”100% 핸드 메이드 초경량 슈즈”
42. ↑  2015년 8월 19일 18시 51분 47초 / 한국미디어연합뉴스 블루마운틴 2015 한국 소비자 선호도 1위 브랜드 대상
43. ↑  “러블리즈, 모바일게임 ‘백발백중’ 모델로”. 2016년 1월 31일에 확인함.
44. ↑  시크릿키, 전속 모델로 걸그룹 러블리즈 발탁